# Jernbanesabotagen i Kraghave
Jernbanesabotagen i Kraghave var en sabotageaktion, der blev udført af modstandsgruppen BOPA den 29. august 1944 under besættelsen. 
Modstandsgruppen BOPA var i akut mangel på våben og ammunition og besluttede sig til at angribe et tog fra København med en større ladning våben ved Kraghave blokpost (mellem Taastrup Station og Hedehusene station), formentlig nord for Kraghavevej, som ligger umiddelbart syd for sporet. Den er nu nedlagt.

## Sabotageaktionen
Sabotørerne ankom i biler til stedet, hvor en af dem lånte ledvogter Martin Nielsens DSB-kasket, så den tyske vagt ved blokposten ikke skulle ane uråd. Den tyske vagt blev beordret ned på gulvet, og togsignalet blev stoppet. Nu begyndte skyderiet. Dog havde tyskerne flere vagter på toget, end BOPA havde regnet med og BOPA trak sig tilbage.
En tysk soldat sprang af toget og skød med sin maskinpistol den danske modstandsmand Verner Emil Sørensen, der blev dræbt på stedet. Tyskeren forsøgte at stige på toget igen, men han blev forfulgt af modstandsfolk, som skød og dræbte ham på stedet.
Modstandsfolkene flygtede i den ene bil ad en blind markvej, og de måtte fortsætte til fods. Nogle af dem valgte at gemme sig i Torslunde kirkes tårn til faren var drevet over. Tyskerne foretog omfattende afhøringer og eftersøgninger – dog uden resultat. Ingen danskere blev draget til ansvar for jernbanesabotagen.

## Verner Emil Sørensen
Den dræbte modstandsmand, Verner Emil Sørensen, blev begravet på Bispebjerg Kirkegård i 1945.
Den 29. august 1945 blev en mindesten på drabstedet afsløret i overværelse af omkring 2000 mennesker. Verner Sørensens gruppekammerater fra BOPA stod æresvagt. DSB holdt stenen og pladsen vedlige, og hvert år den 29. august standsede et motortog fra København ved stenen; føreren stod af, lagde en krans og gjorde honnør. Ved anlæg af yderligere to spor mellem Høje Tåstrup og Roskilde måtte stenen flyttes. I 2018 blev den genindviet på sin nuværende placering ved Høje Taastrup Stien..
Ud over mindestenen ved Kraghave blev Verner Emil Sørensen æret på en mindeplade over faldne i Danmarks Frihedskamp 1940-45, Dronningens Tværgade 3 i København. 
Episoden ved Kraghave er beskrevet i bogen Hedehusene, Kallerup og Baldersbrønde gennem tiderne af lokalhistorikeren Martin Hansen.